# Timeliopsis fulvigula
El mielero oliváceo (Timeliopsis fulvigula) es una especie de ave paseriforme de la familia Meliphagidae endémica de Nueva Guinea.

## Distribución y hábitat
Se encuentra únicamente en bosques montanos tropicales y subtropicales de Nueva Guinea.